# Hancock (Massachusetts)
Pour les articles homonymes, voir Hancock.
Hancock est une ville du comté de Berkshire, Massachusetts, aux États-Unis. 
Elle fait partie de la région métropolitaine de Pittsfield, Massachusetts. Sa population était de 717 habitants au recensement des États-Unis de 2010.

## Histoire
La fondation de la ville d'Hancock remonte à 1762 avec l'établissement de la Plantation de Jéricho. La ville a été officiellement enregistrée en 1776 et renommée en l'honneur de John Hancock. 
Hancock est l'une des trois villes du Massachusetts (qui n'était pas reliée dont le service téléphonique local n'a pas été fourni par l'ancien système Bell). Au contraire la ville est rattachée à la Taconic Telephone Corporation, dont tous les autres réseaux sont situées dans l'Etat voisin de New York. Les deux autres villes sont Richmond, également dans le comté de Berkshire, et Granby, dans le comté de Hampshire. 

### Village Shaker de Hancock

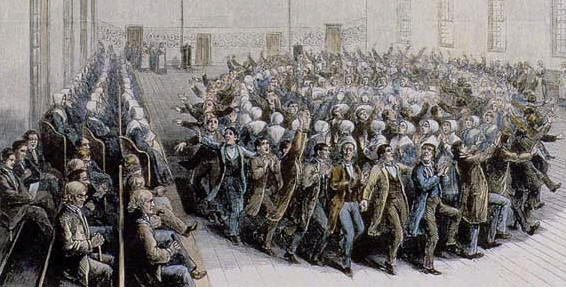
Danse des fidèles durant un office shaker.

Vers 1780, quelques familles de Hancock se convertissent à la pensée Shaker. En 1790, les croyants de Hancock et Pittsfield fondent le village Shaker d'Hancock. La pensée Shaker est un ordre religieux qui défend le pacifisme, le célibat et la vie communautaire. Le culte peut prendre la forme du chant et de la danse extatique, c’est pourquoi on les appelait « Shaking Quakers » ou « Shakers » (« to shake » signifie notamment « trembler »). La secte utopique est connue aujourd’hui pour son architecture et ses meubles simples. le village shaker d'Hancock est célèbre pour sa grange en pierre ronde, construite en 1826. En 1959, les Shakers restants à Hancock vendent la propriété à un musée à but non lucratif. 

## Géographie
Selon le Bureau du recensement des États-Unis, la ville a une superficie totale de 92,6 km2, dont 92,4 km2 de terre et 0,2 km2 d'eau, soit 0,19 %. 
Hancock est frontalière au nord avec Williamstown, au nord-est avec New Ashford, à l'est avec Lanesborough et Pittsfield, au sud avec Richmond et à l'ouest avec Canaan, New Lebanon, Stephentown et Berlin, New York. 
La majeure partie du nord de Hancock occupe une vallée délimitée de chaque côté par les montagnes Taconic. La moitié nord de la vallée est alimentée par la bras ouest de la rivière Green, un affluent de la rivière Hoosic, et la moitié sud de la vallée est alimentée par les sources de Kinderhook Creek, qui se jette au sud-ouest dans l'État de New York et de la rivière Hudson. À l'ouest, le long de la frontière de l'État New York, se dresse la partie occidentale des montagnes Taconic, comprenant Misery Mountain et Rounds Mountain, tandis que la frontière nord-est de la ville est bordée par les sommets est de l'escarpement Taconic de Brodie Mountain, Sheeps Heaven Mountain et Jiminy Peak (abritant un domaine skiable du même nom). Le sud de Hancock, où se trouve le village Shaker, est dominé par les pics taconiques de la forêt d'État de Pittsfield, notamment Tower Mountain, Smith Mountain, Berry Hill, Honwee Mountain, Doll Mountain et Shaker Mountain. Berry Pond, le plus haut plan d'eau du Massachusetts à plus de 630 m d'altitude, se trouve près du sommet de Berry Hill. Le point culminant de Hancock est le sommet de Misery Mountain qui culmine à 814 m d'altitude. 
La route 20 américaine traverse l'extrémité sud de la ville, de Pittsfield à la frontière de l'État de New York. La route 43 Massachusetts est la principale route traversant la ville, depuis la frontière nord avec Williamstown, puis le long de Kinderhook Creek et dans l'État de New York. Cependant, aucune route dans la ville ne relie les deux routes. 
Il n'y a aucun service ferroviaire, de bus ou aérien dans la ville. Les services les plus proches se trouvent à Pittsfield au sud et à Williamstown et North Adams au nord. L'aéroport le plus proche avec des vols de correspondance nationaux est l'aéroport international d'Albany, à environ 64 km au nord-ouest de la ville. 

## Démographie
Au recensement  de 2000, il y avait 721 personnes, 296 ménages et 209 familles résidant dans la ville. Hancock se classe 25e sur 32 villes du comté de Berkshire en termes de population et 335e sur 351 dans le Massachusetts. La densité de population était de 7,8 habitants par kilomètre carré, ce qui en fait la ville la moins densément peuplée du comté de Berkshire et la treizième la moins peuplée du Commonwealth. Il y avait 472 unités de logement avec une densité moyenne de 5,1 par kilomètre carré. La composition de la population de la ville était de 97,36 % de Blancs, 0,28 % d' Afro-Américains, 0,55 % d' Asie, 0,1 4% d' autres origines et 1,66 % d'au moins deux origines. Les Hispaniques ou Latino de toutes origines représentaient 1,39 % de la population. 
En 2000, la ville comptait également 296 ménages, dont 29,7 % avaient des enfants de moins de 18 ans à charge, 62,2 % étaient des couples mariés vivant ensemble, 5,4 % étaient composés d'une femme au foyer sans mari présent, et 29,1 % étaient sans liens familiaux. 23,3 % de tous les ménages étaient composés de personnes seules, dont 7,4 % étaient âgées de 65 ans ou plus. La taille moyenne des ménages était de 2,41 personnes et la taille moyenne des familles de 2,84 personnes. 
L'âge des habitants était varié, avec 24,1% personnes de moins de 18 ans, 3,6 % de 18 à 24 ans, 29,8 % de 25 à 44 ans, 29,7 % de 45 à 64 ans et 12,8 % de 65 ans et plus. L'âge médian était de 40 ans. On comptait 110,8 hommes pour 100 femmes et 96,8 hommes pour 100 femmes agées de 18 ou plus. 
Le revenu médian des ménages était de 45 347 $ et le revenu médian d'une famille de 50 625 $. Les hommes avaient un revenu médian de 35 000 $ contre 28 750 $ pour les femmes. Le revenu par habitant était de 22 250 dollars. Environ 6,1 % des familles et 5,7 % de la population vivaient sous le seuil de pauvreté, dont 2,4 % des moins de 18 ans et 9,8 % des 65 ans ou plus.

## Gouvernement

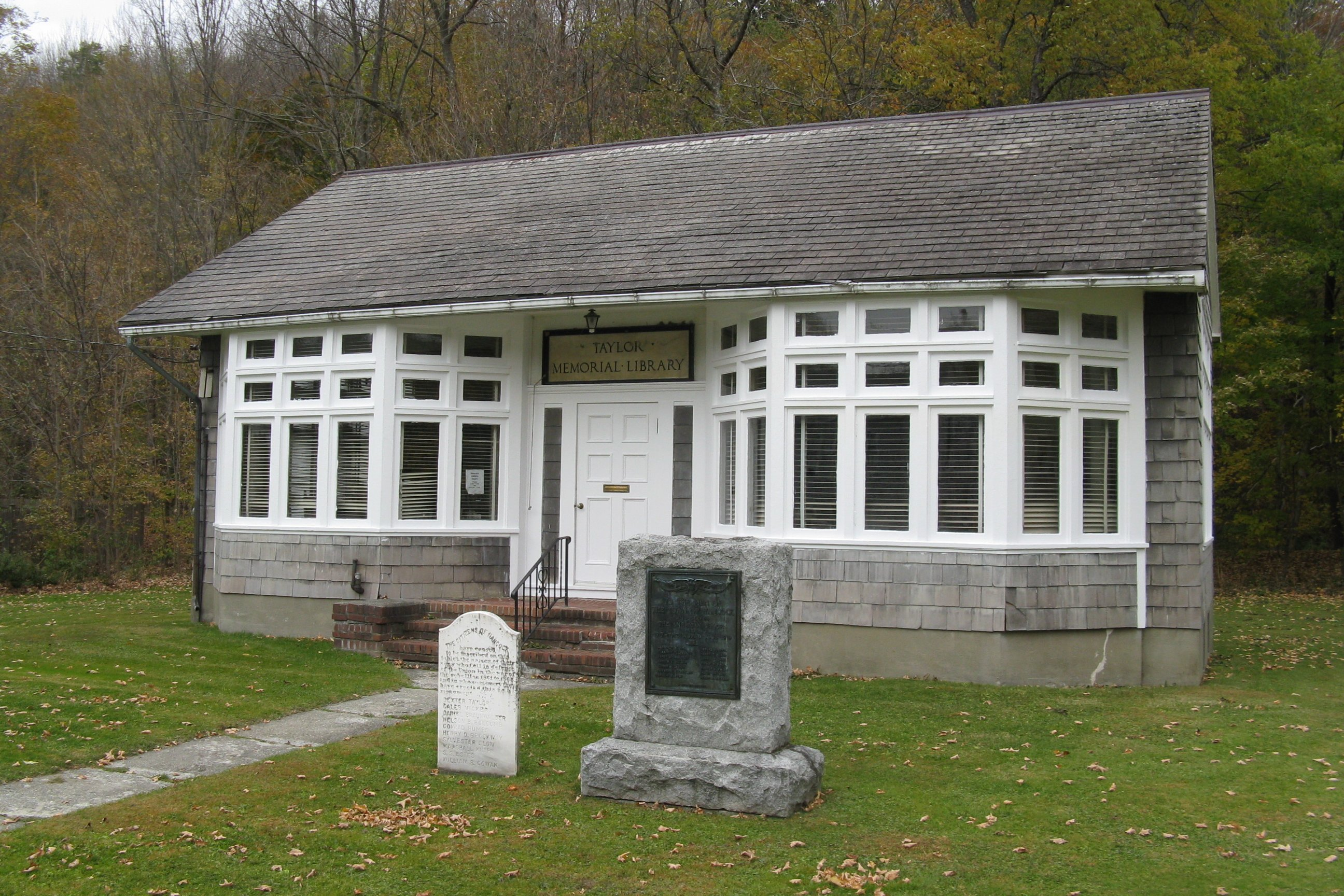
Taylor Memorial Library

Hancock est régie par un système d'assemblées publiques et par un conseil de « selectmen ». La ville possède son propre service de pompiers volontaires, sa propre bibliothèque, la Taylor Memorial Library ainsi que d'autres services publics. 
Au niveau de l'État, Hancock est représentée à la Chambre des représentants du Massachusetts dans le cadre du First Berkshire District, qui couvre le nord et le centre du comté de Berkshire et qui est également représentée par Gailanne M. Cariddi depuis janvier 2013. Avant le redécoupage de la Chambre et du Sénat du Massachusetts en 2010, Hancock était dans le deuxième district de Berkshire. Au Sénat du Massachusetts, la ville est représentée comme faisant partie du district de Berkshire, Hampshire et Franklin, qui comprend tous leurs comtés, et est représentée par Ben Downing depuis 2007.  La ville est surveillée par le quatrième poste (Cheshire) de la troupe «B» de la police de l'État du Massachusetts. 
Au niveau national, Hancock est représentée à la Chambre des représentants des États-Unis dans le cadre du premier district du Congrès du Massachusetts. Son élu est Richard Neal de Springfield depuis 2013. Le Massachusetts est actuellement représenté au Sénat des États-Unis par les sénateurs Elizabeth Warren et Ed Markey.

## Éducation
La ville possède une seule école, la Hancock Elementary School, qui accueille les élèves de la maternelle à la première année de collège. Les élèves de classes supérieures fréquentent soit le Mount Greylock Regional High School à Williamstown, soit le Pittsfield High School. Les écoles privées les plus proches se trouvent à Williamstown et Pittsfield.
Les universités les plus proches sont le Berkshire Community College, l'université communautaire se trouvant à Pittsfield, l'université de Westfield State et le Massachusetts College of Liberal Arts à North Adams qui sont des universités d'Etat. Le campus de l'Université du Massachusetts le plus proche est l'UMass Amherst, et Le Williams College de Williamstown est l'université privée la plus proche.

## Voir également
- Hancock Shaker Village (en)